# Orthocladius septris
Orthocladius septris är en tvåvingeart som först beskrevs av Roback 1957.  Orthocladius septris ingår i släktet Orthocladius och familjen fjädermyggor.
Artens utbredningsområde är Utah. Inga underarter finns listade i Catalogue of Life.